# Sebastian Stakset
Sebastian Emil Stakset Konstenius (Skarpnäcks församling, 20 dicembre 1985) è un rapper svedese.

## Biografia
Sebastian Stakset ha fatto il suo debutto nell'industria discografica con l'album in studio Ett budskap om kärlek, pubblicato nell'agosto 2017 dalla divisione svedese della Universal. Sono successivamente usciti gli LP Genom vatten och eld (2018) e Livet efter döden (2020).
Nel novembre 2022 viene reso disponibile per il consumo il quarto disco Medan vi faller, progetto con cui ha esordito al 10º posto della Sverigetopplistan.

## Discografia

### Album in studio
- 2017 – Ett budskap om kärlek
- 2018 – Genom vatten och eld
- 2020 – Livet efter döden
- 2022 – Medan vi faller

### Singoli
- 2017 – Vi är Sverige
- 2017 – Var inte rädd
- 2017 – Du är mitt hem (con Frizon e Hope)
- 2018 – Be för min stad
- 2018 – Mayday (feat. Elia Källner)
- 2018 – Berlinmurar & eiffeltorn (feat. Sami)
- 2018 – Andas under vatten
- 2019 – Mamma förlåt (con Einár)
- 2019 – Jag ber (con Sinan)
- 2019 – Inlåst (con Einár)
- 2020 – Livet i trakten (con SchadiFlex)
- 2020 – 1 på 1.000.000
- 2020 – Smutsiga barn (con Myra Granberg)
- 2020 – Där stjärnorna slocknar
- 2020 – Tills vidare (con Einár)
- 2020 – Helt ärligt (con Einár)
- 2020 – Kaossituationer (con Alex Ceesay)
- 2021 – Ser fortfarande misär (con Antony Berisha)
- 2022 – Trakten (con Sinan)
- 2022 – Guns & Roses (con Kristian Mecha)
- 2022 – Blöder från själen (con 23)
- 2023 – PTSD (con Dani M)
- 2023 – Good Vibes Only (con Adaam e Shyde)
- 2023 – Änglarna viskar (con Kristian Mecha)
- 2024 – Sånna som oss (con Antony Berisha e S.T)
- 2024 – Anthony Joshua (con TMA e Rask)
- 2024 – Varför (con Choz-N)
- 2024 – Solen har fläckar (con Nineb Youk)
- 2024 – Mina små (con Sami)
- 2024 – Turbulens (feat. Petter)